# Acongeong
Acongeong ou Acumcum est une ville du Soudan du Sud, dans l'État du Bahr el Ghazal occidental. Pendant la Seconde Guerre civile soudanaise, l'UNICEF y a installé un camp pour traiter les enfants en malnutrition. D'autres organisations comme MSF et le Programme alimentaire mondial des Nations unies étaient aussi présents dans cette ville.